# Elena Akhmilovskaya
Elena Donaldson-Akhmilovskaya (nacida Elena Bronislavovna Akhmilovskaya, en ruso: Елена Брониславовна Ахмыловская; 11 de marzo de 1957 – 18 de noviembre de 2012) fue un ajedrecista estadounidense nacida en la Unión Soviética. La FIDE le otorgó el título de Gran Maestra Femenina en 1977. Entre sus principales hazañas se encuentra haber ganado el Torneo de Candidatas en 1986 y más tarde ese mismo año jugó un partido contra Maia Chiburdanidze en Sofía por el título del Campeonato Mundial Femenino, pero perdió por 8½–5½.

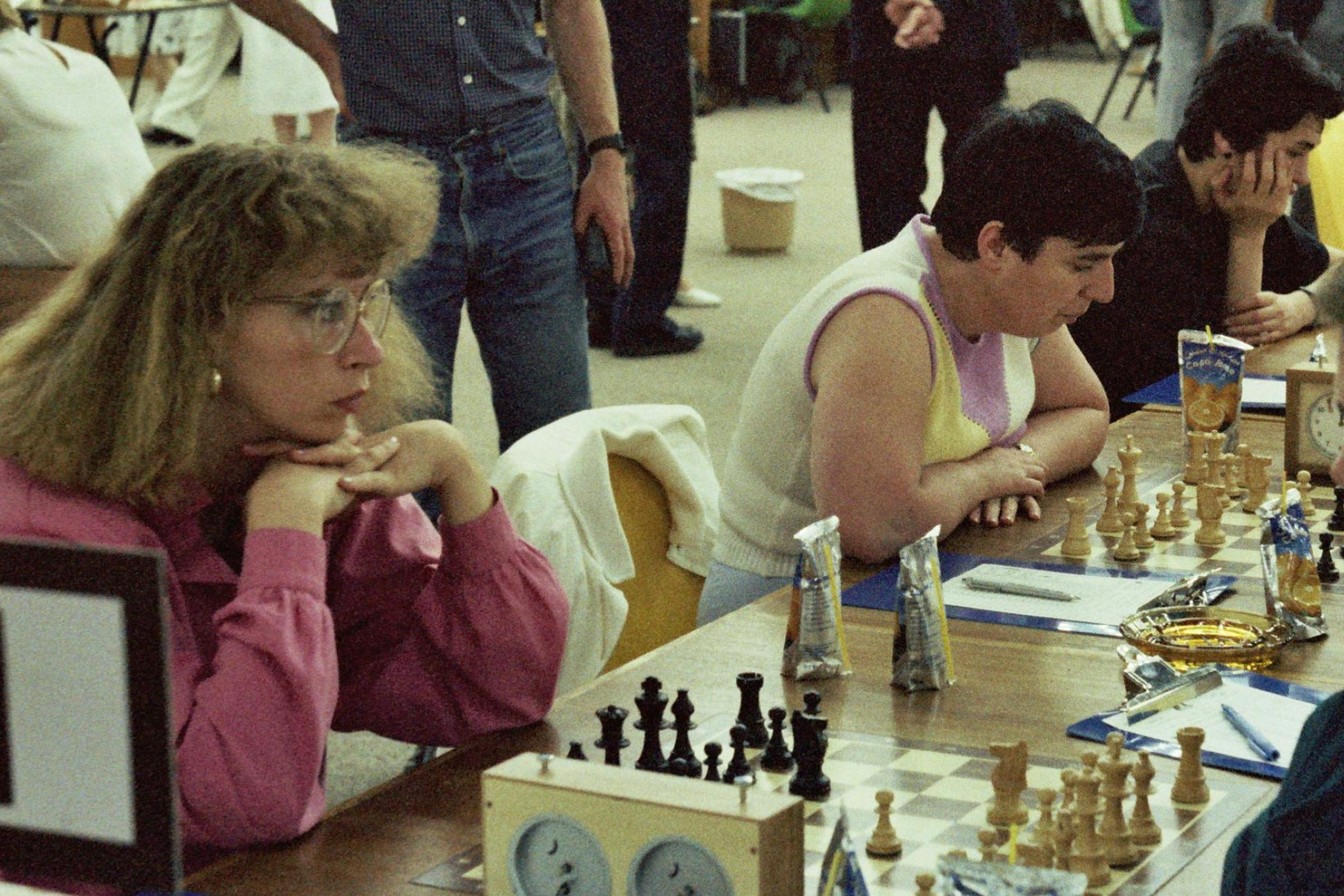
Akhmilovskaya, Gaprindashvili y Alexandria en la Olimpiada de Ajedrez de 1986

Akhmilovskaya nació en Leningrado en una familia donde todos los miembros jugaban al ajedrez. En 1969, la familia se mudó a Krasnoyarsk, donde comenzó a jugar al ajedrez en el círculo de ajedrez local del Palacio de los Pioneros . Vivió en Sochi hasta 1979, para luego mudarse a Tbilisi, Georgia hasta 1988, cuando se fugó abruptamente a los Estados Unidos al casarse con el capitán del equipo estadounidense John Donaldson en la Olimpiada de Ajedrez en Tesalónica, Grecia.
Vivió en el área de Seattle con su nuevo esposo, Georgi Orlov (él mismo un Maestro Internacional), y su hijo después de 1990. Su hija de un matrimonio anterior también vivía en Seattle. Ganó el Campeonato de ajedrez femenino de Estados Unidos en 1990 y 1994 y empató en el campeonato en 1993 con Irina Levitina.
En 2010, fue galardonada con el título de Instructora FIDE. Murió de cáncer cerebral en 2012 en Kirkland, Washington .